# Tualang (Serba Jadi)
Tualang is een bestuurslaag in het regentschap Aceh Timur van de provincie Atjeh, Indonesië. Tualang telt 391 inwoners (volkstelling 2010).